# Potamotrygon humerosa
Potamotrygon humerosa  (лат.) — вид скатов рода речных хвостоколов одноимённого семейства из отряда хвостоколообразных скатов. Обитает в тропических водах бассейнов рек Южной Америки на территории Бразилии. Грудные плавники этих скатов образуют округлый диск. Спинные плавники и хвостовой плавник отсутствуют. Позади глаз расположены брызгальца. На дорсальной поверхности хвостового стебля расположен ядовитый шип. Брюшные плавники закруглены и почти полностью прикрыты диском. На вентральной стороне диска расположены ноздри и 5 пар жаберных щелей. Не является объектом целевого лова.